# Sebha
Sebha o Sabha (in arabo سبها‎?) è un'importante città della Libia centro-meridionale, capoluogo dell'omonimo distretto. Era la capitale della storica regione del Fezzan.
Data la sua posizione al centro del deserto libico, Sebha è stata fino al secolo scorso un importante centro di sosta e smistamento delle carovane che attraversavano il Sahara. Dagli anni Novanta è invece punto di transito per decine di migliaia di migranti sub-sahariani - prevalentemente nigeriani, nigerini e ghanesi - che attraversano clandestinamente il deserto del Sahara, dal Niger, diretti in Libia o in Europa.
A metà strada fra Ubari e Sebha, nell'erg di Ubari, si trovano quattro piccole oasi, con relativi laghi salati, che costituiscono una delle attrattive turistiche della zona. L'oasi e il lago più noti sono quelli di Gaberun.
L'oasi di Sebha è stato un sito per testare i razzi OTRAG, che fu utilizzato quando non fu più possibile lanciare dal Shaba settentrionale, in Zaire (ora Repubblica Democratica del Congo). Nell'oasi di Sebha il 1º marzo 1981 fu lanciato un razzo OTRAG che raggiunse un'altezza di 50 km.